# ZYPAD
El ZYPAD es un PDA diseñado para ser usado en la muñeca del usuario como un brazalete que ofrece características de puerto de interfaz de manera similar a una computadora portátil. Fue desarrollado por Parvus, un contratista militar, y Eurotech. Es discutible si califica como reloj, pero se lo conoce como "PC de antebrazo". Se envía con Linux kernel 2.6 y es también compatible con Windows CE 5.0. Puede detectar movimiento, permitiendo tales posibilidades de uso para entrar en modo de reposo cuando un usuario baja su brazo. Puede determinar su posición por navegación por estima así como por vía GPS. Es compatible con Bluetooth, IrDA, y WiFi.
El ZYPAD debutó en 2006 y el ZYPAD WL 1000 fue el primer dispositivo comercial, seguido por el WL 1100. Los precios minoristas iniciales estuvieron fijados en alrededor de $2000. El ZYPAD WR1100 debutó en 2008, presenta una carcasa hecha de aleación nylon-magnesio reforzada con fibra de vidrio de alta resistencia y un escáner biométrico con lectura de huella dactilar.